# إليك فينلاي
إليك فينلاي (بالإنجليزية: Alec Finlay)‏ هو فنان وشاعر بريطاني، ولد في 14 مارس 1966 في إنفرنيس في المملكة المتحدة.